# Bathelia candida
Bathelia candida är en korallart som beskrevs av Henry Nottidge Moseley 1881. Bathelia candida ingår i släktet Bathelia och familjen Oculinidae. Inga underarter finns listade i Catalogue of Life.